# Carl Friedrich Weinmüller
Carl Friedrich Weinmüller (1765-1828) fou un cantant de la corda de baix alemany 
Fou cantant de cambra de l'emperador Francesc I d'Àustria. Presentat al públic el 1795, conquistà en pocs anys gran anomenada. Durant trenta anys actuà en les principals escenes líriques d'Alemanya i Àustria, i va ser reconegut un dels millors baixos del seu temps.